# Reformierte Kirche Saint-Sulpice NE

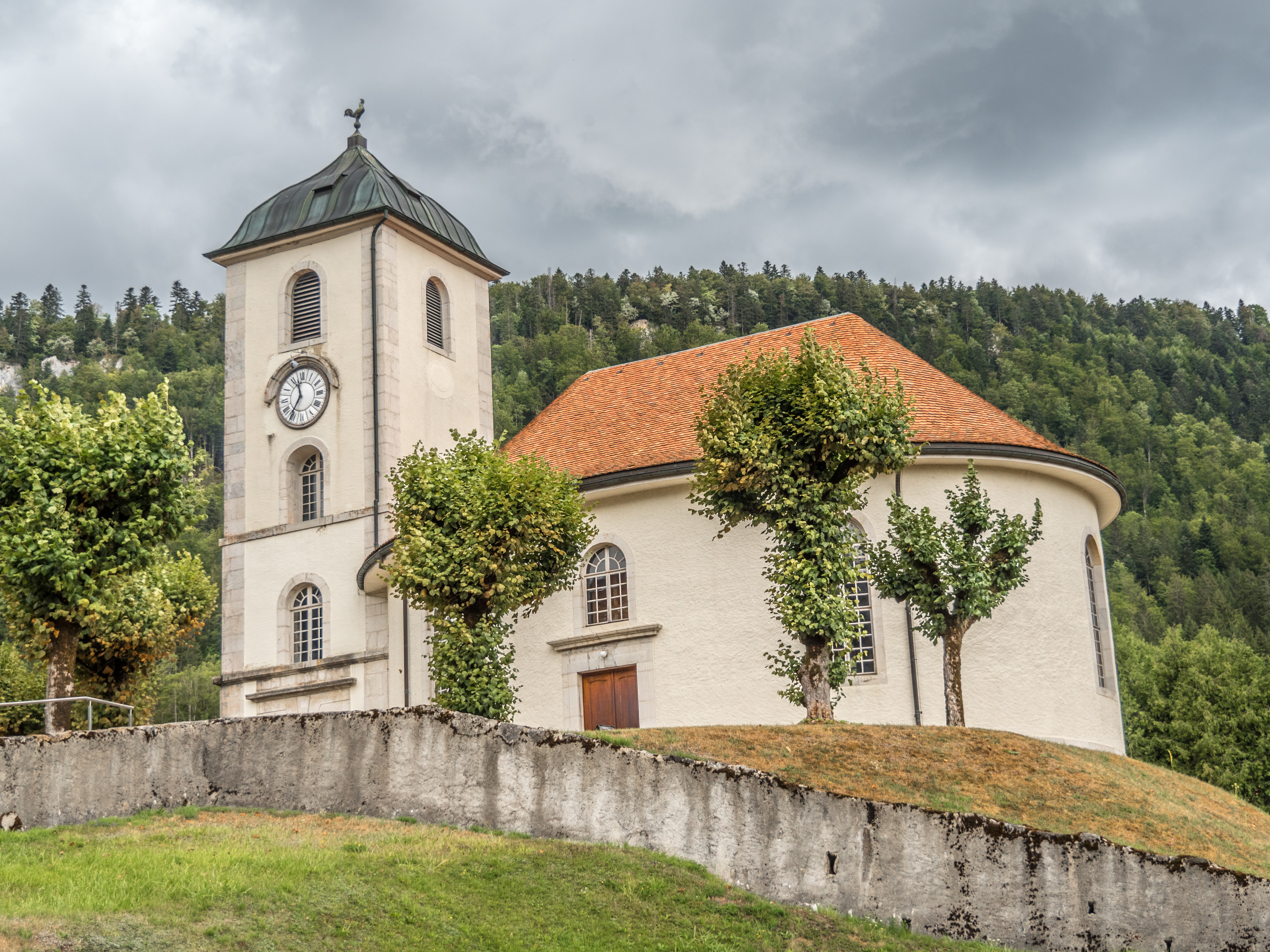
Kirche von Saint-Sulpice

Die Reformierte Kirche St. Sulpice (französisch Temple de Saint-Sulpice) ist ein Kirchengebäude der Église réformée évangélique du canton de Neuchâtel in Saint-Sulpice in der Gemeinde Val-de-Travers NE, Schweiz.

## Geschichte
Nach einem Brand wurde die Kirche in den Jahren 1820–21 von Frédéric Meuron neu errichtet. Der Turm von François-Antoine Favre aus dem Jahr 1804 blieb dabei erhalten. 

## Beschreibung
Die Kirche ist als ovale Querkirche angelegt und wurde hierfür vom Temple von La Chaux-de-Fonds und von früheren ovalen Querkirchen der Westschweiz inspiriert.
Das Kirchenschiff ist schmalseitig an den Turm mit Haubendach angefügt, der über ein Bossenwerkportal betreten werden kann. Der Kirchenraum wird durch rundbogige Sprossenfenster beleuchtet und ist über die zwei Portale an den Längsseiten zu betreten. Die Sitzreihen sind nach dem ungewöhnlichen Schema der Griechischen Theater angeordnet.